# Giải KCFCC cho nữ diễn viên phụ xuất sắc nhất
Giải KCFCC cho nữ diễn viên phụ xuất sắc nhất là một giải của KCFCC dành cho nữ diễn viên đóng vai phụ trong một phim, được bầu chọn là xuất sắc nhất. Giải này được lập từ năm 1966.

## Diễn viên đoạt giải

### Thập niên 1960
| Năm  | Diễn viên       | Phim            | Vai diễn        |
| ---- | --------------- | --------------- | --------------- |
| 1966 | Shelley Winters | A Patch of Blue | Rose-Ann D'Arcy |
| 1967 | Marjorie Rhodes | The Family Way  | Lucy Fitton     |
| 1968 | Ruth Gordon     | Rosemary's Baby | Minnie Castevet |
| 1969 | Catherine Burns | Last Summer     | Rhoda           |

### Thập niên 1970
| Năm  | Diễn viên         | Phim                         | Vai diễn          |
| ---- | ----------------- | ---------------------------- | ----------------- |
| 1970 | Sally Kellerman   | MASH                         | Margaret Houlihan |
| 1971 | Margaret Leighton | The Go-Between               | Mrs. Maudsley     |
| 1972 | Cloris Leachman   | The Last Picture Show        | Ruth Popper       |
| 1973 | Madeline Kahn     | Paper Moon                   | Trixie Delight    |
| 1974 | Sylvia Sidney     | Summer Wishes, Winter Dreams | Mrs. Pritchett    |
| 1975 | Lily Tomlin       | Nashville                    | Linnea Reese      |
| 1976 | Jodie Foster      | Taxi Driver                  | Iris Steensma     |
| 1977 | Vanessa Redgrave  | Julia                        | Julia             |
| 1978 | Maggie Smith      | California Suite             | Diana Barrie      |
| 1979 | Meryl Streep      | Kramer vs. Kramer            | Joanna Kramer     |

### Thập niên 1980
| Năm  | Diễn viên         | Phim                           | Vai diễn                |
| ---- | ----------------- | ------------------------------ | ----------------------- |
| 1980 | Mary Steenburgen  | Melvin and Howard              | Lynda Dummar            |
| 1981 | Melinda Dillon    | Absence of Malice              | Teresa Perrone          |
| 1982 | Jessica Lange     | Tootsie                        | Julie Nichols           |
| 1983 | Linda Hunt        | The Year of Living Dangerously | Billy Kwan              |
| 1983 | Mia Farrow        | Zelig                          | Eudora Nesbitt Fletcher |
| 1984 | Peggy Ashcroft    | A Passage to India             | Mrs. Moore              |
| 1985 | Anjelica Huston   | Prizzi's Honor                 | Maerose Prizzi          |
| 1986 | Maggie Smith      | A Room with a View             | Charlotte Bartlett      |
| 1987 | Olympia Dukakis   | Moonstruck                     | Rose Castorini          |
| 1988 | Frances McDormand | Mississippi Burning            | Mrs. Pell               |
| 1989 | Anjelica Huston   | Enemies, a Love Story          | Tamara Broder           |

### Thập niên 1990
| Năm  | Diễn viên        | Phim                      | Vai diễn          |
| ---- | ---------------- | ------------------------- | ----------------- |
| 1990 | Whoopi Goldberg  | Ghost                     | Oda Mae Brown     |
| 1991 | Juliette Lewis   | Cape Fear                 | Danielle Bowden   |
| 1992 | Judy Davis       | Husbands and Wives        | Sally             |
| 1993 | Emma Thompson    | In the Name of the Father | Gareth Peirce     |
| 1994 | Dianne Wiest     | Bullets Over Broadway     | Helen Sinclair    |
| 1995 | Joan Allen       | Nixon                     | Pat Nixon         |
| 1996 | Irma P. Hall     | A Family Thing            | Aunt T.           |
| 1997 | Gloria Stuart    | Titanic                   | Rose Dawson       |
| 1998 | Judi Dench       | Shakespeare in Love       | Queen Elizabeth I |
| 1999 | Catherine Keener | Being John Malkovich      | Maxine Lund       |

### Thập niên 2000
| Năm  | Diễn viên         | Phim                     | Vai diễn                        |
| ---- | ----------------- | ------------------------ | ------------------------------- |
| 2000 | Kate Hudson       | Almost Famous            | Penny Lane                      |
| 2001 | Jennifer Connelly | A Beautiful Mind         | Alicia Nash                     |
| 2001 | Maggie Smith      | Gosford Park             | Constance, Countess of Trentham |
| 2002 | Michelle Pfeiffer | White Oleander           | Ingrid Magnussen                |
| 2003 | Patricia Clarkson | The Station Agent        | Olivia Harris                   |
| 2004 | Cate Blanchett    | The Aviator              | Katharine Hepburn               |
| 2005 | Maria Bello       | A History of Violence    | Edie Stall                      |
| 2006 | Catherine O'Hara  | For Your Consideration   | Marilyn Hack                    |
| 2007 | Tilda Swinton     | Michael Clayton          | Karen Crowder                   |
| 2008 | Penélope Cruz     | Vicky Cristina Barcelona | María Elena                     |
| 2009 | Mo’Nique          | Precious                 | Mary Lee Johnston               |

### Thập niên 2010
| Năm  | Diễn viên         | Phim                 | Vai diễn     |
| ---- | ----------------- | -------------------- | ------------ |
| 2010 | Hailee Steinfeld  | Báo thù              | Mattie Ross  |
| 2011 | Jessica Chastain  | Cây đời              | Mrs. O’Brien |
| 2012 | Anne Hathaway     | Những người khốn khổ | Fantine      |
| 2013 | Lupita Nyong’o    | 12 năm nô lệ         | Patsey       |
| 2014 | Patricia Arquette | Thời thơ ấu          | Olivia Evans |
| 2015 | Alicia Vikander   | Ex Machina           | Ava          |